# Томская железнодорожная ветвь
Томская ветвь (также Томская ветка, Томская линия) — название железнодорожной ветви, соединяющей Транссибирскую магистраль с Томском. Однопутна на всём протяжении. Строительство начато летом 1895 года и окончено осенью 1896 года. Имела на тот момент длину в 89 вёрст (95 километров).
Необходимость в ветви связана с решением о строительстве Транссиба в обход Томска, которое было принято в 1893 году.

## Расположение
Начало ветви было на 213-й версте [≈ 227-й километр] Средне-Сибирской железной дороги (на 222-й версте [≈ 237 км] от Кривощёково и 1554-й версте [≈ 1658 км] от Челябинска) от безымянного посёлка магистрали. Позже станция стала называться Томск-Таёжный, а ещё позже — Тайга. Ныне это 3565-й километр Транссиба, на котором расположен город Тайга Кемеровской области.
Первые 20 вёрст от Тайги линия идёт по водоразделу рек Катат/Куербак (притоки Яи) и Тугояковки/Басандайки (притоки Томи), а затем Басандайки и Ушайки.

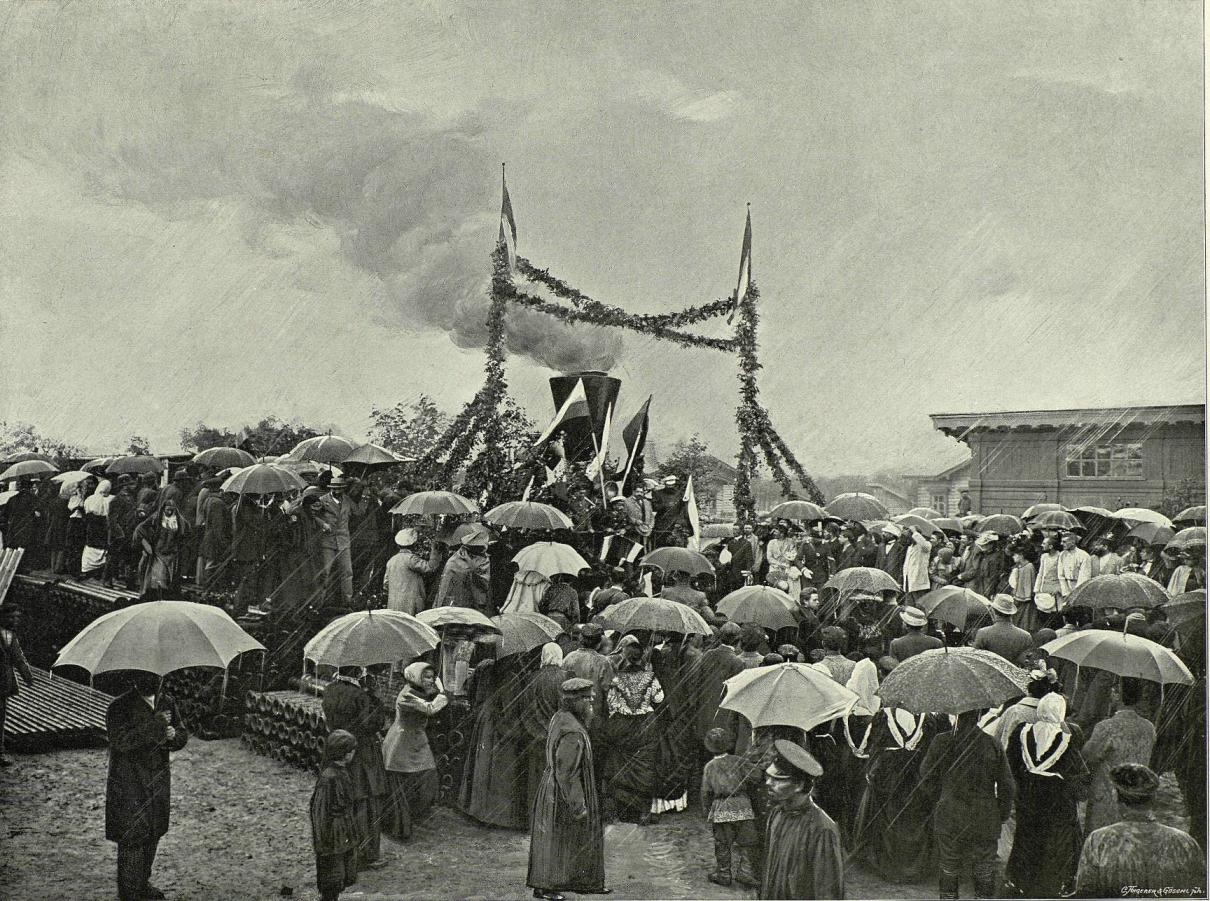
Прибытие первого поезда в Томск 1 августа 1896 года. Регулярное сообщение по ветке было открыто в 1898 году

Станция Томск (нынешняя Томск-II) была расположена на 82-й версте (87-й километр), к ней от города вела Иркутская дорога. Конечная точка ветви находилась на берегу Томи у пристани Черемошники.

## Казус
Томская ветвь строилась для того, чтобы соединить Томск с Транссибирской магистралью. Однако в черте города она проходила в стороне от селитебной территории (впрочем, как и у большинства городов в то время). В связи с этим в конце XIX века в Томске появилась открытка, на которой изображён город с высоты птичьего полёта, возвышающийся над ним грозный мужик в шапке-ушанке и с толстым животом (олицетворяющий Томск) и ведомый паровозом поезд на горизонте, дым от которого изображён в виде фиги. Подпись к открытке гласила: «Опять окаянная обошла!…».

## Развитие

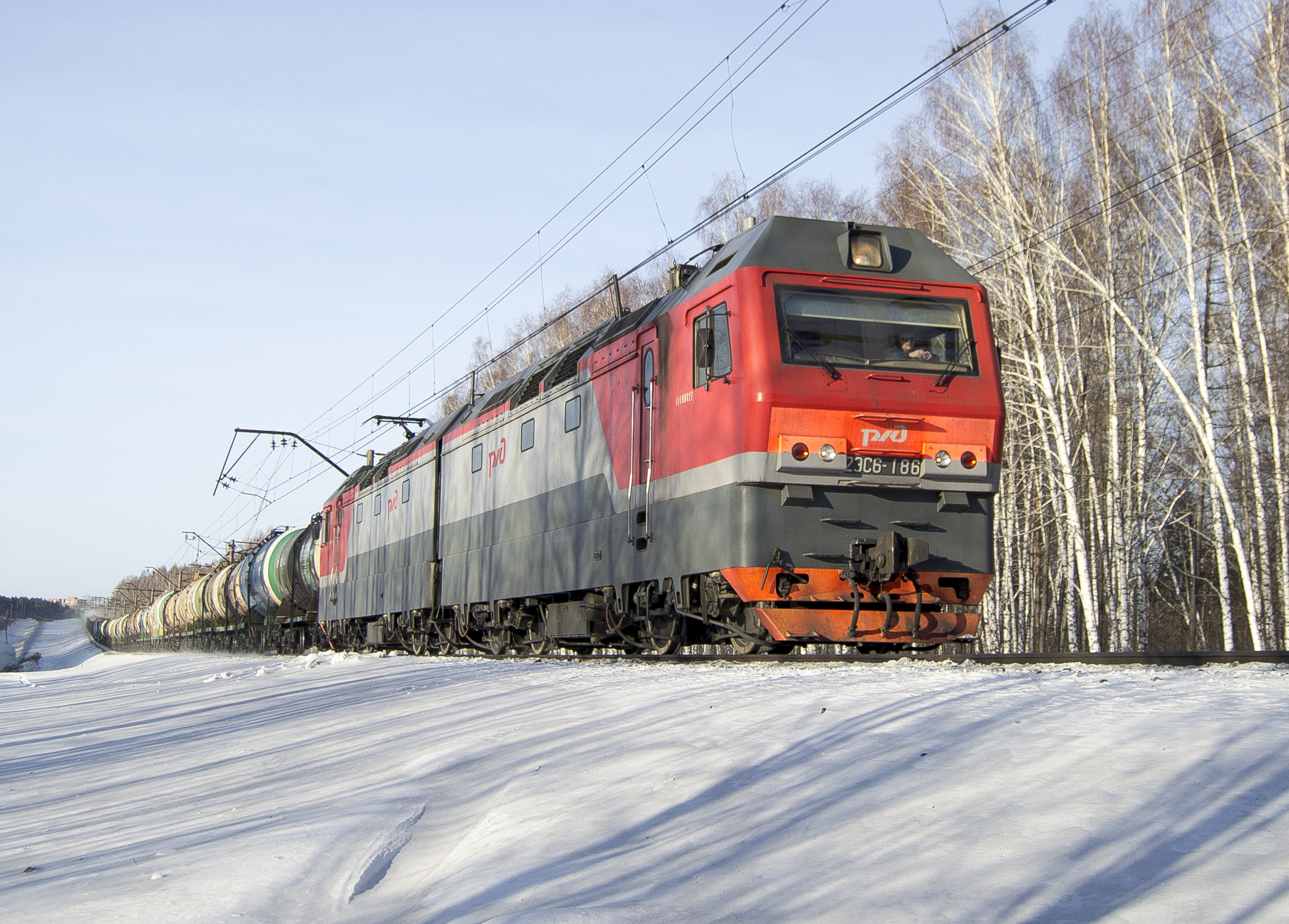
Грузовой поезд на перегоне Томск-I — Предтеченск

По состоянию на конец XIX века на ветви было 4 станции (версты указаны от Тайги):
- Басандайка (45 вёрст, V класс. Переименована в 1909 году в Межениновку);
- Межениновка (73 версты, IV класс. Переименована в 1909 году в Томск-I);
- Томск (82 версты, III класс. Переименована в 1909 году в Томск-II);
- Черемошники (89 вёрст, V класс. Видимо из-за подтоплений впоследствии ликвидирована. Вблизи в 1958 году открыта станция Томск-Грузовой).

### Продолжение линии
В 1937 году от станции Томск-II силами спецпоселенцев была построена линия в Асино, а в 1973 году она была продолжена до Белого Яра (введена в
эксплуатацию 5 октября 1977 года). Поэтому сейчас под Томской ветвью понимается железная дорога Тайга — Томск I — Асино — Белый Яр длиной 366 километров.

### Электрификация
Первые 100 км железной дороги (от Тайги до Копылово) были электрифицированы (3 киловольта, постоянный ток) в конце 1970-х годов в связи со строительством Томского нефтехимического комбината. Также электрифицированы ветки на Речной порт и станцию Томск-Грузовой.
Первый электровоз прибыл на станцию Томск-I 31 декабря 1969 года.

### Второй путь
Необходимость строительства второго пути впервые была официально признана в 1993 году после аварии на Сибирском химическом комбинате. Тогда Правительство РФ выделило 10 миллиардов рублей на завершение ликвидации последствий аварии. Губернатор Томской области Виктор Кресс распорядился потратить эти деньги в том числе на строительство второго пути между Томском-II и Тайгой (87 км). В 1994 году было выделено 200 миллионов рублей, которые предназначались корпорации «Трансстрой». Однако вторые пути не были уложены нигде. Лишь между станциями Томск-II и Томск-I была сделана насыпь и поставлены столбы под электрификацию второго пути.

## Административная принадлежность
- с 1897 года — Средне-Сибирская железная дорога;
- с 1902 года — Сибирская железная дорога;
- с 1912 года — Томская железная дорога;
- с 1961 года — Западно-Сибирская железная дорога;
- с 1979 года — Кемеровская железная дорога;
- с 1996 года — Западно-Сибирская железная дорога.

## Крупнейшие аварии
- 4 июля 1926 года — сход нескольких вагонов с рельсов с опрокидыванием «от неисправности пути» на 30 версте (33 км) от Тайги.[8]
- 27 июня 2005 года сразу после полуночи приблизительно на 33 километре дороги произошёл сход 12 вагонов с углём грузового поезда № 1668, пострадавших нет[9]. Вагоны находились в середине состава. По одной из версий, причиной аварии стал разрыв сцепки между вагонами № 28 и 29[10]. По другой версии, состав потерпел крушение из-за поломки подшипника в колёсной паре одного из вагонов[11][12][13].